# Самобичевање
Самобичевање је дисциплинска  пракса самобичевања, бичем или другим инструментима који наносе бол. У хришћанству, самобичевање се практикује у контексту доктрине умртвљења телесног и посматра се као духовна вежба. Често се користи као облик покајања и има за циљ да дозволи појединцу који се самобичује да учествује у Исусовим патњама, усмеравајући његов или њен фокус на Бога.
Главне религије које практикују самобичевање укључују неке гране хришћанства и ислама. Ритуал се такође практикује међу припадницима неколико египатских и грчко-римских култова.

## Хришћанство
Неки хришћани се позивају на делове Библије да би оправдали овај чин.
У 11. веку, Петар Дамјан, бенедиктински монах у римокатоличкој традицији, учио је да духовност треба да се манифестује у физичкој дисциплини; опомињао је оне који су настојали да следе Христа да практикују самобичевање онолико времена колико је потребно за рецитовање четрдесет псалама. Дамјан је сматрао да су могли бити спасени само они који су учествовали у Христовим страдањима. Самобичевање је наметано као вид казне као средство епитимије за непослушне клирике и мирјане.
У 13. веку, група римокатолика, познатих као Флагеланти, довела је ову праксу до крајности. Током Црне смрти, сматрало се да је то начин борбе против куге чишћењем греха. Флагеланте је Католичка црква осудила као култ 1349. године од стране папе Климента VI.
Ритуали самобичевања су такође практиковани у Јапану у 16. веку. Постоје записи се да су Јапанци тог времена које су језуитски мисионари преобратили у хришћанство имали симпатије према Христовим мукама и да су спремно практиковали самобичевање да би показали своју оданост. Најранији записи о самобичевању које су практиковали јапански конвертити појавили су се 1555. године у областима Бунго и Хирадо у Кјушуу. Ови јапански хришћани су носили трнове круне и крстове на леђима током процесије.
Хришћани наводе различите разлоге због којих су се определили за самобичевање. Један од главних разлога је угледање на страдање Христово током његовог страдања. Како је Исус бичеван пре распећа, многи виде бичевање себе као начин да буду ближе Исусу и као подсетник на то бичевање. Многи рани хришћани су веровали да је потребно да буквално трпимо Христов бол да бисмо били ближи Богу. Апостол Павле је такође алудирао на самоношење телесних повреда како би се осећао ближе Богу у својим посланицама Римљанима и Колошанима.
Самобичевање се такође сматрало обликом чишћења, прочишћавања душе као покајањем за било какве овоземаљске попустљивости. Самобичевање се такође користи као казна на земљи да би се избегла казна у следећем животу. Самобичевање је такође виђено као начин да се контролише тело како би се фокусирало само на Бога. Бичујући себе, неко би пронашао сметњу од задовољстава света и могао би да се потпуно усредсреди на обожавање Бога. Популарност самобичевања је временом опала, а неки побожни хришћани су изабрали да практикују дисциплину тела делима као што су пост или уздржавање од задовољства (уп. великопосну жртву).
У оквиру хришћанске традиције постоји дебата о томе да ли је самобичевање од духовне користи за верника или не, при чему су различити верски вође и хришћани осудили ту праксу, а други, попут папе Јована Павла II, који су практиковали самобичевање. Људи који се самобичују верују да треба да духовно учествују у Исусовој патњи и да наставе ову праксу, јавно и приватно.

## Јудаизам
Неки Јевреји практикују симболични облик самобичевања дан пре Јом кипура; у јудаизму је строго забрањено самоповређивање. У средњем веку је била уобичајена пракса да се мушкарци бичују по леђима 39 пута. Међутим, од библијских времена јудаизам је у великој мери сматрао Јом Кипур даном духовног помирења који се постиже постом, интроспекцијом и другим тумачењима заповести која не укључују телесно самоповређивање.

## Ислам
Велики део шиитске заједнице дванаесница покушава да опонаша имама Хусеина кроз самобичевање на исти начин на који хришћани покушавају да опонашају Исуса Христа. Многе шиитске заједнице широм света марширају у масовним парадама сваке године на Дан Ашуре, током жалости за Мухаррамом, у знак сећања на битку код Кербеле и мучеништво имама Хусеина.
Иако је ретко, неке шиитске заједнице ударају се по леђима ланцима и оштрим предметима као што су ножеви. Ово се дешава у многим земљама укључујући Индију, Пакистан, Ирак, Авганистан, Иран, Саудијску Арабију, Либан, Сједињене Америчке Државе и Аустралију.
Самобичевање је једнако контроверзно у исламу као и у хришћанству. Током 2008, истакнути судски поступак у који је умешан становник британског града Еклиса, који је оптужен да је подстицао своју децу на самобичевање, изазвало је широку осуду те праксе. Шиити су одговорили потврђујући да децу не треба охрабривати на самоповређивање, већ су бранили важност ритуала када се изводе уз сагласност одраслих. Неки шитски лидери ипак страхују да ова пракса њиховој религији даје лошу репутацију и препоручују давање крви као алтернативу.